# Całkowite zepsucie
Całkowite zepsucie, także całkowita niezdolność – doktryna chrześcijańska w ramach soteriologii protestanckiej, przyjmowana zarówno przez wyznania reformowane, jak i arminiańskie, stanowiąca pierwsze z założeń teologicznych zarówno w kanonie kalwińskim, jak i remonstranckim.
Doktryna całkowitej deprawacji zakłada, iż w wyniku upadku człowieka każda osoba rodzi się w niewoli grzechu i bez działania łaski uprzedzającej (arminianizm) bądź łaski nieodpartej (kalwinizm) pozostaje całkowicie niezdolna do wyboru sprawiedliwości i dobra, w wyniku czego zawsze wybiera niesprawiedliwość i zło. Dlatego też człowiek w stanie naturalnym nie ma możliwości, aby wybrać służbę Bogu i posłuszeństwo wobec jego panowania, którego zasady wyraża prawo Boże, zatem wszelkie „dobre uczynki”, jakie osoba nieodrodzona podejmuje, są w rzeczywistości złe, grzeszne i podyktowane chęcią osiągnięcia korzyści własnej.
Historycznie, doktryna całkowitej deprawacji wyrasta z augustyńskiej koncepcji grzechu pierworodnego i jest podstawą logiczną dla dwóch spośród pięciu zasad protestantyzmu: sola gratia oraz sola fide.